# ISkate Development Team
ISkate Developmentteam is een Nederlandse schaatsploeg voor talenten, die is ontstaan uit onder andere schaatssters van de voormalige schaatsploeg Team Anker. De trainers waren destijds Dennis van der Gun en Erwin ten Hove.
Na het seizoen 2012-2013 stopte Anker Verzekert met de sponsoring. De ploeg ging in het seizoen 2013-2014 verder als Team Afterpay-Athleteshop.
In de zomer van 2014 maakte iSkate bekend dat het developmentteam wordt gesplitst in een mannen- en een vrouwenploeg. De vrouwen gaan rijden in het AfterPay developmentteam, met als cosponsor Travelbags.nl. De mannen krijgen dezelfde sponsor als het vlaggenschip van iSkate, Team beslist.nl. Zij rijden tijdens het seizoen 2014-2015 als beslist.nl developmentteam. 
De derde vloot aan het oorspronkelijke iSkate developmentteam is het International developmentteam dat Martin ten Hove traint onder de vlag van iSkate Sun Longjiang, Yang Fan, Zhao Xin, Li Qishi, August Teodor Haugen, Anders Furnéé, Magnus Myhren Kristensen en Cooper Hunter, samen met de Nederlandse schaatsers Reina Anema en Julia Berentschot.

## Schaatsploeg 2015-2016
| Mannen             | Vrouwen              |
| ------------------ | -------------------- |
| Joost Born         | Bente van den Berge  |
| Paul-Yme Brunsmann | Floor van den Brandt |
| Oscar van Leen     | Anice Das            |
| Martijn van Oosten | Mayon Kuipers        |
| Thijs Roozen       | Rosa Pater           |
| Aron Romeijn       | Bo van der Werff     |
| Lennart Velema     | Jorien ter Mors      |
| Haga Ryohei        | Saori Toi            |
| Kento Nakamura     | Annette Gerritsen    |
| Trainer            | Trainer              |
| Erwin ten Hove     | Dennis van der Gun   |